# Antoni Dunin
Antoni Rodryg Piotr Stanisław Dunin (ur. 5 czerwca 1907 w Granówku, zm. 16 września 1939) – porucznik kawalerii rezerwy Wojska Polskiego, kawaler Orderu Virtuti Militari.

## Życiorys
Jego rodzicami byli Łucja z Taczanowskich i Rodryg Duninowie legitymujący się herbem Łabędź. Siostrą Antoniego była Olga Dunin, żona Henryka Strasburgera. Przyrodnim bratem Dunina był kapitan artylerii Kazimierz Nieżychowski.
Od 25 lipca 1928 do 23 kwietnia 1929 był uczniem Szkoły Podchorążych Rezerwy Kawalerii w Grudziądzu. Praktykę dowódczą odbył w 14 pułku ułanów we Lwowie. Później został przydzielony w rezerwie do 15 pułku ułanów. Na stopień podporucznika rezerwy został mianowany ze starszeństwem z 1 stycznia 1933 i 188. lokatą w korpusie oficerów kawalerii. Na stopień porucznika rezerwy został awansowany ze starszeństwem z 1 stycznia 1938 i 26. lokatą w korpusie oficerów kawalerii.
W trzeciej dekadzie sierpnia 1939 został zmobilizowany do macierzystego pułku i wyznaczony na stanowisko dowódcy szwadronu marszowego nr 1 Wielkopolskiej Brygady Kawalerii. 8 września dowodzony przez niego szwadron został wcielony do pułku, a on wyznaczony na stanowisko zastępcy dowódcy 1. szwadronu. Walczył w bitwie nad Bzurą. Poległ 16 września 1939 dowodząc strażą przednią pułku. 

## Ordery i odznaczenia
- Krzyż Srebrny Orderu Virtuti Militari pośmiertnie[10]
- Odznaka Pamiątkowa 15 Pułku Ułanów Poznańskich (wersja dla szeregowych w 1930, wersja oficerska nr 113 w 1938)[11]